# Achterstraße (Oebisfelde)

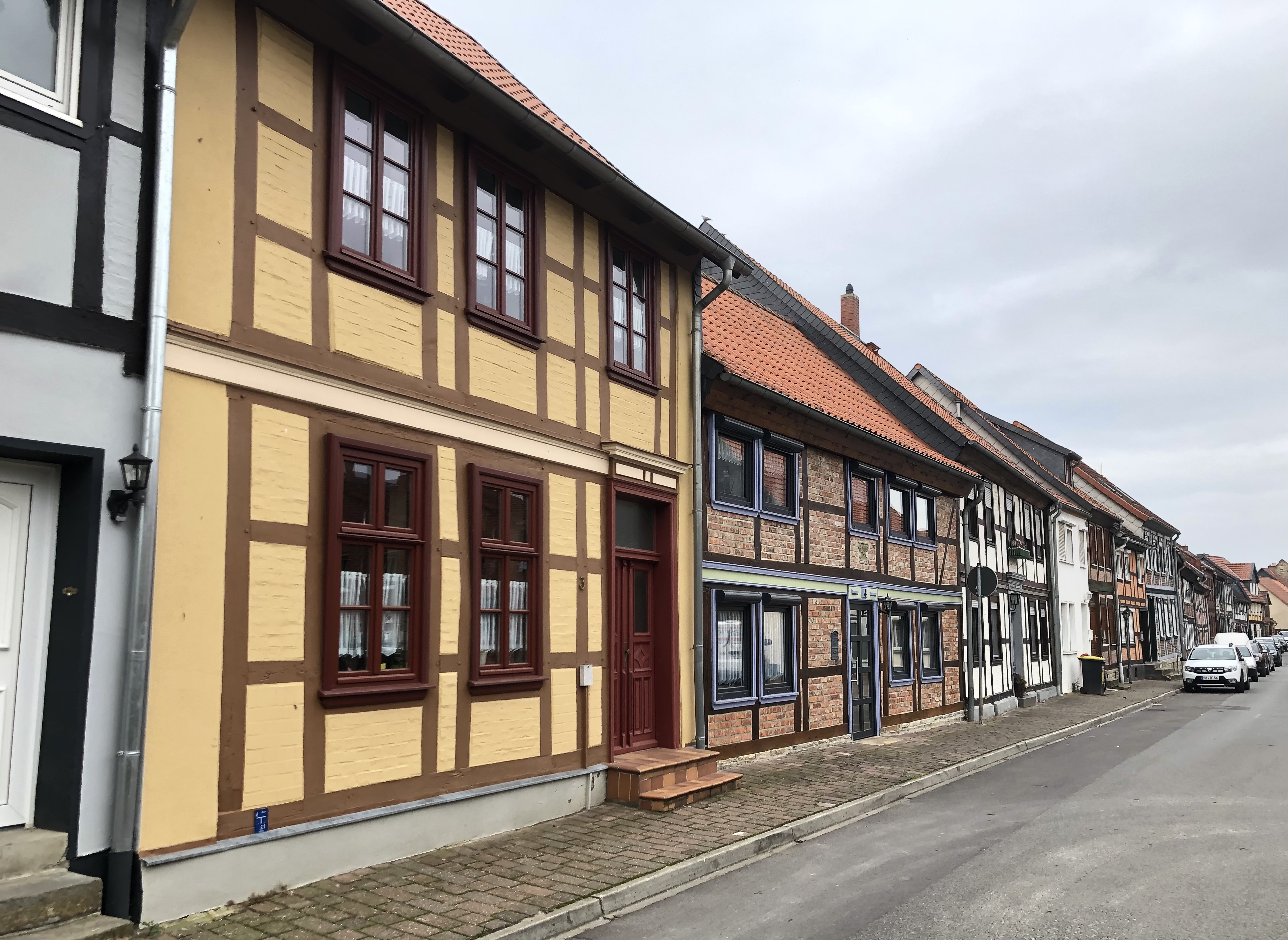
Blick durch die Achterstraße, Westseite, von Süden, 2021

Die Achterstraße ist eine Straße in Oebisfelde-Weferlingen in Sachsen-Anhalt. Sie wurde zeitweise als Denkmalbereich geführt.

## Lage
Die Straße befindet sich im Ortsteil Oebisfelde und nimmt den westlichen Teil der Altstadt Oebisfelde ein. Sie führt von der Langen Straße im Süden zum Kirchplatz im Norden. Parallel verläuft im Westen die Straße an der Stadtmauer und östlich die Lange Straße.

## Architektur und Geschichte
Die Bebauung der Achterstraße ist von Fachwerkhäusern aus der Zeit des 18. und 19. Jahrhunderts geprägt. Die ackerbäuerlichen Gebäude ziehen sich in geschlossener Bebauung auf beiden Seiten der Straße entlang. Auf der Westseite verläuft parallel zur straßenseitigen Bebauung auf der Rückseite eine geschlossene Reihe von Nebengebäuden, die sich entlang der Stadtbefestigung Oebisfelde zieht. Nach Osten bestehen zum Teil Zugänge zur Bebauung der Langen Straße, so zum Hof Lange Straße 54. Im mittleren Teil der Straße fehlt auf der Ostseite ein Stück der Bebauung. Dort wurde ein größerer Parkplatz angelegt, von dem über die Straße Gässchen ein Zugang zum östlich gelegenen Stadtzentrum um den Marktplatz besteht.
Der Denkmalbereich umfasste die Grundstücke Achterstraße 1–35, 35a, 37a und 38. Im Jahr 2005 war der Bereich noch als eigenständiger Denkmalbereich im örtlichen Denkmalverzeichnis eingetragen, spätestens 2015 bestand eine solche gesonderte Ausweisung jedoch nicht mehr, wobei eine Zugehörigkeit zum Denkmalbereich Oebisfelde Altstadt bestehen blieb. Als Einzeldenkmale sind die Gebäude Achterstraße 1 und 34 ausgewiesen. Mit dem Pfarramt Oebisfelde besteht an der Nummer 34 darüber hinaus ein repräsentativ gestaltetes Haus.